# Mount Auburn (Illinois)
Mount Auburn est un village du comté de Christian dans l'Illinois, aux États-Unis,. Il est fondé le 11 juillet 1839.

## Démographie
Lors du recensement de 2010, le village comptait une population de 480 habitants. Elle est estimée, en 2016, à 456 habitants.

## Source de la traduction
- (en) Cet article est partiellement ou en totalité issu de l’article de Wikipédia en anglais intitulé « Mount Auburn, Illinois » (voir la liste des auteurs).